# Římskokatolická farnost Ledvice
Římskokatolická farnost Ledvice je církevní správní jednotka sdružující římské katolíky na území města Ledvice a v jeho okolí. Organizačně spadá do teplického vikariátu, který je jedním z 10 vikariátů litoměřické diecéze.

## Historie farnosti
Farnost existuje od roku 1898. Před tímto datem území farnosti spadalo pod farnost – děkanství Duchcov.

### Duchovní správcové vedoucí farnost

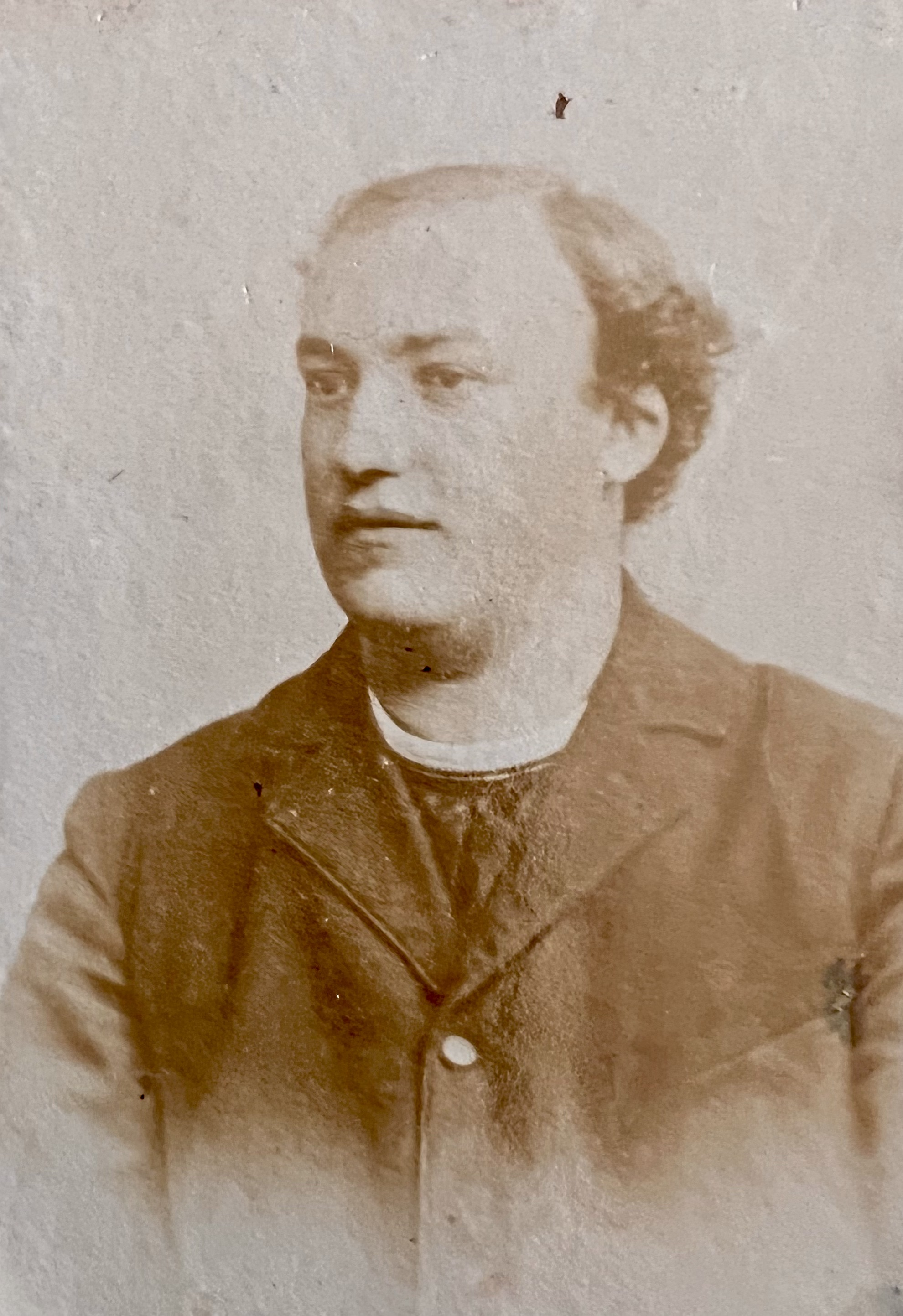
R.D. Josef Popper, farář v r. 1905

Začátek působnosti jmenovaného v duchovní správě farnosti od:
- 1898   proto-par. (první-farář) Jos. Popper, n. 5. 3. 1865 Militschov, o. 29. 6. 1890, † 16. 4. 1932
- 1909   par. vacat, admin. interc. Henr. Wagner
- 1910   Ludov. Svatoš, n. 19. 8. 1867 Lišov, o. 10. 9. 1890
- 1915   par. vacat admin. interc. Jaroslav Dopita
- 1916   Jan Vacek, n. 7. 7. 1868 Ořešin, o. 2. 7. 1893, † 3. 3. 1919
- 1919   Josef Sr n. 12. 4. 1875 Dolní Přivor, o. 10. 7. 1898, † 14. 5. 1925
- 1926   Rud. Skuthan, n. 26. 9. 1897 Postelberg, o. 27. 6. 1920, † 12. 9. 1966
- 1933   par. vacat, admin. exc. Heinr. Wagner
- 1935   par. vacat, admin. Wencesl. Schröter
- 1. 3. 1938   Wencesl. Schröter, n. 19. 6. 1879 Raschowitz, o. 9. 7. 1909, † 19. 7. 1947
- 6.7.  1946  Arno Linke
- 15. 1. 1953 Emanuel Kindermann, OFM Cap., admin. exc. z Kostomlat pod Milešovkou
- 1. 4.  1961 Nivard František Krákora
- 1. 8. 1965  Jan Bečvář
- 1. 8. 1991 Milan Matfiak
- 1. 6.  1999 Josef Hurt
- 1. 7. 2001 Štefan Pilarčík, admin. exc. z farnosti Hrob[2]

## Území farnosti
Do farnosti náleží území obce:
- Ledvice (Ladowitz)[p 2]

## Římskokatolické sakrální stavby a místa kultu na území farnosti
| | Foto   | Stavba                     | Místo   | Bohoslužby    | Zeměpisné souřadnice             | Status                              |        |
| Kostel | Kostel | Kostel                     | Kostel  | Kostel        | Kostel                           | Kostel                              | Kostel |
| --- | ------ | -------------------------- | ------- | ------------- | -------------------------------- | ----------------------------------- | ------ |
| 1. |        | Kostel Nejsvětější Trojice | Ledvice | nelze sloužit | 50°35′14″ s. š., 13°45′56″ v. d. | 8. května 1964 zbořený farní kostel |        |
| Některé drobné sakrální stavby a pamětihodnosti lze dohledat zde v databázi Drobné sakrální památky Zaniklé sakrální stavby lze dohledat zde v databázi Poškozené a zničené kostely, kaple a synagogy v České republice |        |                            |         |               |                                  |                                     |        |

Ve farnosti se mohou nacházet i další drobné sakrální stavby, místa římskokatolického kultu a pamětihodnosti, které neobsahuje tato tabulka.

## Příslušnost k farnímu obvodu
Z důvodu efektivity duchovní správy byl vytvořen farní obvod (kolatura) farnosti Hrob, jehož součástí je i farnost Ledvice, která je tak spravována excurrendo.